# Latvijska vaterpolska reprezentacija
Latvijska vaterpolska reprezentacija predstavlja državu Latviju u međunarodnom športu muškom vaterpolu. Sudjelovala je u kvalifikacijama za EP 2016.

## Utakmice
- 6. veljače 2015.:  Nizozemska -  Latvija 52:0
- 7. veljače 2015.:  Francuska -  Latvija 39:0
- 8. veljače 2015.:  Malta -  Latvija 36:1
- 25. veljače 2015.:  Rusija -  Latvija 37:0
- 26. veljače 2015.:  Latvija -  Portugal 0:30
- 27. veljače 2015.:  Turska -  Latvija 29:0